# Svenska polisens heraldiska vapen

Den svenska polisens heraldiska vapen ("polisvapnet") är en variant av det lilla riksvapnet med de tre kronorna. Skölden är krönt av en kunglig krona, som symboliserar staten, och lagd över två korsade fasces (spöknippen med bilor) och en eklövskrans, som symboliserar ordningsmakten. Vapnet fick sin nuvarande utformning 1953 och används bland annat som mössmärke. Tillsammans med texten "Polisen" utgör vapnet polisens myndighetsmärke. Säkerhetspolisen har ett vapen där den blå skölden är belagd med en eklövsruska och en fackla i guld. Skölden påminner därigenom mer om FOIs vapen (gyllene fackla på blå botten) än om polisens. Liksom för polisen är skölden dock lagd över spöknippen med bilor.
Fasces cum securibus (latin: "spöknippen med [i dem instuckna] bilor") var i antikens Rom symboler och redskap för liktorerna som var de högre ämbetsmännens tjänare och livvakter. Spöknippena betydelse var ursprungligen mycket reell. Liktorerna verkställde nämligen både prygel och halshuggning.
Efter antiken användes fasces som symbol för många stater och myndigheter, exempelvis Frankrikes statsvapen, USA:s senats vapen samt Polisen i Norge. Även länder såsom Ecuador och Kamerun har dem i sina statsvapen.
Fasces har även använts av auktoritära ideologier såsom den italienska fascismen, vilket även gett rörelsens dess namn. Kopplingen till fascismen har gjort det svenska polisvapnet kritiserats för att innehålla fasces.

## Historia
Första gången fasces användes som polisemblem var 1850 då polisen i Stockholm fick mössmärken med stadens vapen med fasces vid sidan om skölden. År 1926 infördes ett enhetligt vapen för hela riket. Det bestod av fasces och tre kronor inom en krönt oval sköld. Riksheraldikerämbetet (RHÄ) konstaterade 1941 att utformningen stred mot lagen om rikets vapen eftersom statsemblemet inte ska blandas med andra på samma sköld. Istället föreslog ämbetet att polisen skulle använda lilla riksvapnet med fasces bakom skölden. Förslaget ledde inte till någon ändring.
Polisutrustningskommittén, ledd av polismästaren i Stockholm Erik Ros, föreslog 1949 ett nytt polisvapen med eklöv istället för fasces. Man menade att fasces blivit för förknippade med den italienska facismen, samt att de historiskt använts i Sverige av  profosser, som i likhet med de romerska liktorerna, utdelade straff. Kommittén menade att eklöv var en historiskt mer lämplig polissymbol. RHÄ kom med stark kritik mot förslaget och menade att fasces var de enda symboler som direkt förknippades med ordningsmakten.
Inrikesdepartementet lyssnade på RHÄ och tog 1950 fram fem förslag (däribland det från 1941) och presenterade för kommittén som dock vidhöll att fasces inte var lämplig som polissymbol. År 1951 tog Inrikesdepartementet ett preliminärt beslut där RHÄ:s förslag - med fasces bakom lilla riksvapnet - fastställdes om nytt polisemblem. Erik Ros ingrepp dock och fick poliskommissarie Gillis Cassel att lova att försöka "gömma spöknippena bland grönsakerna". Cassels skiss ingick i det reglemente som regeringen tog beslut om den 6 mars 1953.